# Мтвара
Мтва́ра (англ. Mtwara) — місто в Танзанії. Є адміністративним центром регіону Мтвара. Населення - 79 277 осіб (за даними перепису 2002 року).

## Географія
Місто розташоване на південному сході країни, на березі Індійського океану, неподалік від кордону з Мозамбіком.

### Клімат
Місто знаходиться у зоні, котра характеризується кліматом тропічних саван. Найтепліший місяць — січень із середньою температурою 25.6 °C (78 °F). Найхолодніший місяць — липень, із середньою температурою 22.8 °С (73 °F).
| Клімат Мтвари           | Клімат Мтвари | Клімат Мтвари | Клімат Мтвари | Клімат Мтвари | Клімат Мтвари | Клімат Мтвари | Клімат Мтвари | Клімат Мтвари | Клімат Мтвари | Клімат Мтвари | Клімат Мтвари | Клімат Мтвари | Клімат Мтвари |
| Показник                | Січ.          | Лют.          | Бер.          | Квіт.         | Трав.         | Черв.         | Лип.          | Серп.         | Вер.          | Жовт.         | Лист.         | Груд.         | Рік           |
| Середня температура, °C | 26            | 26            | 26            | 26            | 25            | 24            | 23            | 23            | 24            | 25            | 26            | 26            | 25            |
| Норма опадів, мм        | 209           | 180           | 232           | 177           | 54            | 15            | 13            | 9             | 10            | 27            | 56            | 166           | 1147          |
| ----------------------- | ------------- | ------------- | ------------- | ------------- | ------------- | ------------- | ------------- | ------------- | ------------- | ------------- | ------------- | ------------- | ------------- |
| Джерело: Weatherbase    |               |               |               |               |               |               |               |               |               |               |               |               |               |

## Населення
Чисельність населення Мтвари, згідно з даними перепису 2002 року, складала 79 277 осіб. При цьому спостерігається стійке зростання населення: в 1978 році в місті проживало 48 491 осіб, у 1988 році - 66 452 осіб.

## Економіка
Основу економіки становить туризм. З часів, коли Німецька Східна Африка перейшла під контроль англійців під назвою Танганьїка, тут у великій кількості вирощувався арахіс. Згодом плантації прийшли в занепад, проте місто пережило цю кризу, перетворившись в туристичний центр. Поблизу від міста знаходиться морський парк (Mnazi Bay-Ruvuma Estuary Marine Park) і старовинне місто Мікіндані. Також тут є пляж Шангані і пляж на півострові Мсанганкуу .
Існує проект з розвитку транспортної інфраструктури, телекомунікацій, сільського господарства, видобутку і вивезення залізної руди, туризму, лісового господарства та риболовлі. Важливе місце в цьому проекті відводиться морському порту Мтвари.

## Транспорт
Місто регулярним повітряним і водним сполученням пов'язане з найбільшим містом Танзанії - Дар-ес-Саламом. Дорога A19 веде з Мтварі до затоки Мбамба на озері Малаві.
Планується з'єднати морський порт Мтварі залізницею з родовищами вугілля Мчучума і залізної руди Ліганда через місто Сонгеа.

## Спорт
- Нданда (футбольний клуб)